# Семёновское (Собинский район)
Семёновское — село в Собинском районе Владимирской области России, входит в состав Колокшанского сельского поселения.

## География
Село расположено на берегу речки Содышка (бассейн Клязьмы) в 9 км на север от центра поселения посёлка Колокша, в 24 км на северо-восток от райцентра города Собинка, в 7 км от пригорода Владимира Юрьевца.

## История
Это село относится к древним поселениям Владимирского края. Оно упоминается в духовной грамоте великого князя Московского Симеона Ивановича от 1353 года. Великий князь купил это село у некоего «Ивана Овци» и завещал своей княгине. Таким образом, в XIV столетии Семеновское было дворцовым селом. В начале XVII столетия некто Игнатий Шалезнов подарил это село Владимирскому Рождественскому монастырю, во владении коего оно и оставалось до упразднения монастырских вотчин, а после перешло в ведомство государственных имуществ. Церковь, вероятно, существовала и в XIV столетии, на что указывает название Семеновского селом, но сведений о ней от того времени не сохранилось. Существование церкви в начале XVII столетия подтверждается записью в патриарших окладных книгах, где под 1628 годом значится церковь Михаила Архангела в селе Семеновском в вотчине Рождественского монастыря. В 1713 году эта церковь сгорела от молнии «без остатку»; у прихожан не было средств построить новую. Посему архимандрит Рождественского монастыря просил государя Петра Алексеевича разрешить ему употребить на церковное строение одну из монастырских житниц, стоящих на житницком дворе под Владимиром. Разрешение было дано, и вскоре новая церковь была построена во имя того же Архистратига Михаила. Эта церковь, вероятно, и существовала до постройки в Семеновском каменного храма. Каменная же церковь построена в 1793 году тщанием помещика Анфима Федоровича Коптева. К этому храму в 1841 году пристроена трапеза; колокольня при церкви каменная, построена одновременно с нею. Престолов в церкви три: в холодной – в честь Казанской иконы Божией Матери, в трапезе – в честь Архистратига Михаила и святого мученика Георгия. Приход состоял из села Семеновского и 12 деревень; на 1893 год в приходе 983 души мужского пола и 1110 женского. В селе Семеновском с 1886 года была открыта церковно-приходская школа, помещалась в особом доме, выстроенном на частные средства.
В конце XIX — начале XX века село входило в состав Одерихинской волости Владимирского уезда.
С 1929 года село являлось центром Семеновского сельсовета Владимирского района, с 1945 года — в Ставровском районе, с 1965 года и вплоть до 2005 года в составе Колокшанского сельсовета Собинского района.

## Население
| 1859 | 1897 | 1926 |
| ---- | ---- | ---- |
| 395  | 513  | 472  |

| 1859 | 1897 | 1905 | 1926 | 2002 | 2010 | 2021 |
| ---- | ---- | ---- | ---- | ---- | ---- | ---- |
| 395  | ↗513 | ↗541 | ↘472 | ↘148 | ↗185 | ↘139 |

## Достопримечательности
В селе находится Церковь Казанской иконы Божией Матери (1793).